# Limbi germanice de est
Limbile germanice de est sau orientale sunt un grup de limbi indo-europene dispărute, ce formează una dintre cele trei ramuri ale limbilor germanice, alături de limbile germanice de vest și de nord. Erau vorbite de triburile germanice situate între râurile Oder și Vistula.
Dintre limbile germanice orientale, singura în care s-au găsit texte este gotica, însă există o listă de cuvinte și câteva propoziții scurte dintr-o limbă înrudită, gotica crimeeană. Alte limbi includ vandalica și burgunda, deși atestarea acestor limbi e fragmentară și se rezumă la cuvinte izolate și expresii scurte. În plus, includerea burgundei a fost contestată.  Se crede că gotica crimeeană a supraviețuit până în secolul al XVIII-lea în regiuni izolate din Crimeea.

## Istoric
Așezări înainte de 750 î.e.n.
     Așezări noi până la 500 î.e.n.
     Așezări noi până la 250 î.e.n.
     Așezări noi până la 1 e.n.

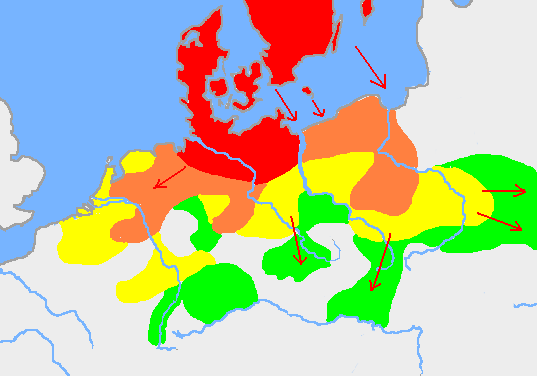
Extinderea triburilor germanice în Europa Centrală:
Așezări înainte de 750 î.e.n.
Așezări noi până la 500 î.e.n.
Așezări noi până la 250 î.e.n.
Așezări noi până la 1 e.n.

Se crede că limbile germanice de est au fost originare din nordul Europei Centrale (în special din Polonia de astăzi) și că au fost primele care s-au separat de germanica comună în primul mileniu î.e.n.
Timp de mulți ani, teoria cea mai puțin controversată cu privire la originea limbilor germanice (și implicit est-germanice) a fost că acestea își au originea în epoca nordică a bronzului din sudul Scandinaviei și de-a lungul coastei de nord a Germaniei. 
Încă din secolul I e.n., scrierile lui Pomponius Mela⁠(d), Pliniu cel Bătrân și Tacit indică o divizare a popoarelor vorbitoare de limbă germanică în grupări mari, cu strămoși și cultură comună. (Această divizare a fost preluată în terminologia modernă despre diviziunile limbilor germanice. )
Pe baza relatărilor lui Iordanes, Procopius, Paul Diaconul și ale altora, cât și a dovezilor lingvistice, toponimice și arheologice, triburile est-germanice, înrudite cu triburile nord-germanice, au migrat din Scandinavia în regiunea situată la est de Elba. Mai mult, influența scandinavă asupra Pomeraniei și a nordului Poloniei de astăzi, începând din cca. 1300–1100 î.e.n. (subperioada a III-a a epocii nordice a bronzului) a fost atât de semnificativă încât această regiune este inclusă uneori în cultura nordică a epocii bronzului (Dabrowski 1989:73).
Există, de asemenea, dovezi arheologice și toponimice care sugerează că burgunzii au trăit pe insula daneză Bornholm (în nordica veche: Burgundaholmr), și că rugii trăiau pe coasta norvegiană a regiunii Rogaland (în nordica veche: Rygjafylki). 